# Гураждже
Гураждже (пол. Górażdże, нім. Goradze, 1934-45: Waldenstein) — село в Польщі, у гміні Гоголін Крапковицького повіту Опольського воєводства.
Населення — 924 особи (2011).

## Демографія
Демографічна структура станом на 31 березня 2011 року:
|          | Загалом | Допрацездатний вік | Працездатний вік | Постпрацездатний вік |
| -------- | ------- | ------------------ | ---------------- | -------------------- |
| Чоловіки | 459     | 89                 | 320              | 50                   |
| Жінки    | 465     | 78                 | 268              | 119                  |
| Разом    | 924     | 167                | 588              | 169                  |